# Birte Meyer
Birte Meyer (* 5. Juli 1971 in Osnabrück) ist eine ehemalige deutsche Basketballspielerin.

## Laufbahn
Meyer war Jugendnationalspielerin und nahm mit den Auswahlen des Deutschen Basketball Bundes 1988 sowie 1990 an den Europameisterschaften in der Altersklasse U18 teil. Beim 1990er Turnier in Spanien war die Niedersächsin mit 8,8 Punkten je Begegnung drittbeste bundesdeutsche Korbschützin. Später bestritt sie auch A-Länderspiele für Deutschland, zwischen Mai 1992 und Juni 1995 kam Meyer auf 48 Einsätze und nahm 1995 an der Europameisterschaft in der Tschechischen Republik teil.
Im Verein stieg Meyer mit dem Osnabrücker SC unter Trainer Jörg Scherz 1989 in die 2. Bundesliga und 1992 in die 1. Damen-Basketball-Bundesliga auf. In der Saison 1997/98 erreichte Meyer mit Osnabrück die Endspielserie um die deutsche Meisterschaft, dort verlor man gegen Wuppertal. In den Spieljahren 1999/2000 und 2000/2001 war sie Mitglied des VfL Bochum (ebenfalls erste Liga). Anschließend verstärkte die Aufbauspielerin den Zweitligisten Union Opladen. Später war Meyer in Opladen an der Seite ihres Ehemannes Markus Pohle Assistenztrainerin und als Jugendtrainerin beim Basketball Zentrum Opladen e.V. tätig.